# American Literary Translators Association
La Asociación Estadounidense de Traductores Literarios (en inglés: American Literary Translators Association, acrónimo ALTA) es una organización estadounidense dedicada a la promoción de la traducción literaria. 
Fue fundada por Rainer Schulte y A. Leslie Willson en 1978 en la Universidad de Texas en Dallas. Cuenta con su propia publicación académica, Translation Review, fundada el mismo año. La conferencia anual de ALTA se reúne todos los años en diversas sedes a lo largo y ancho de los Estados Unidos. Desde 2018, ALTA está afiliada a la Facultad de Humanidades de la Universidad de Arizona.